# 이서진 (가수)
이서진(1996년 ~ )은 대한민국의 가수다. 2020년에 클로저스 OST : Shadow로 정식 데뷔했다.

## 방송
- 판타스틱 듀오 (2016) - 태양편 우승
- K팝스타 6 더 라스트 찬스 (2016) - Top10

## 음반
- K팝 스타 시즌6 (이서진, 석지수) (2017)
- K팝 스타 시즌6 TOP10 Part.1 (2017)
- 클로저스 OST : Shadow (2020)
- RAINBOW STATION Episode.3 (2022)